# Loïc Bigois

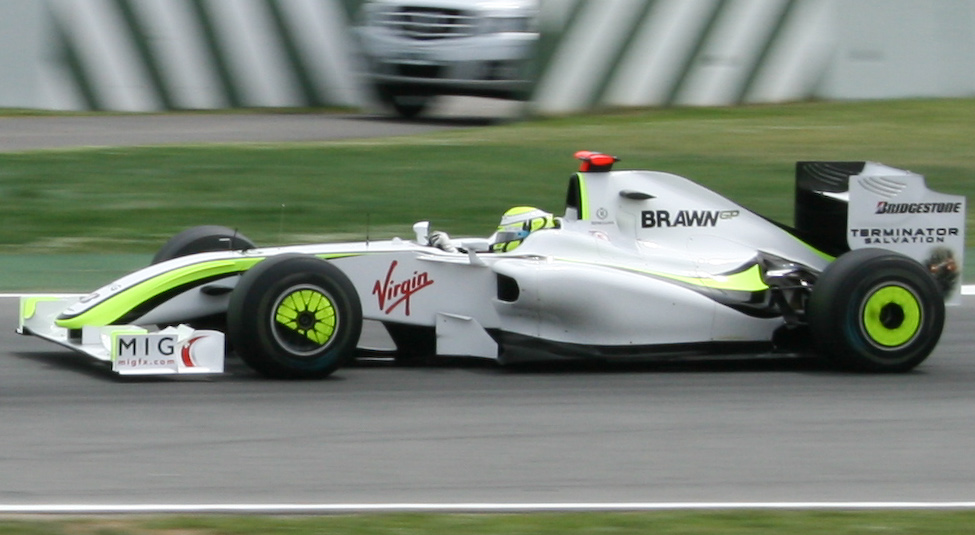
Ein Brawn-Formel-1-Rennwagen 2009

Loïc Bigois (* 19. September 1960 in Aix-en-Provence) ist ein französischer Aerodynamiker. Er ist Chefaerodynamiker bei der Scuderia Ferrari.

## Karriere
Nach seinem Abschluss in Aerodynamik am Conservatoire National des Arts et Métiers in Paris arbeitete er zunächst zehn Jahre als Aerodynamik-Ingenieur bei Microturbo Gas Turbines und wechselte 1990 in die Formel 1 zu Ligier-Ford. 1994 wurde er Chef-Aerodynamiker bei Sauber-Mercedes, kehrte jedoch schon ein Jahr später als Assistent des technischen Direktors zu Ligier zurück. Als das Team an den viermaligen Formel-1-Weltmeister Alain Prost verkauft wurde, behielt er den Job zunächst und wechselte nach der für Prost-Peugeot enttäuschenden Saison 2000 als Chefaerodynamiker zu Minardi. Er blieb drei Jahre in Faenza, bevor er 2004 bei Williams-BMW andockte. Nach der Trennung von BMW arbeitete er noch ein Jahr bei Williams und wechselte 2007 zu Honda. Nach dem Ausstieg der Japaner und der Übernahme durch Ross Brawn war er beim neuen Team Brawn-Mercedes wiederum Chefdesigner und ebenso beim 2010 aus dem Team hervorgegangenem Mercedes-Team. Seit Januar 2013 ist Bigois der neue Chefaerodynamiker bei der Scuderia Ferrari.

## Privates
Bigois ist verheiratet und hat zwei Kinder. Er lebt mit seiner Familie in der britischen Grafschaft Oxfordshire.
| Personendaten    | Personendaten               |
| ---------------- | --------------------------- |
| NAME             | Bigois, Loïc                |
| KURZBESCHREIBUNG | französischer Aerodynamiker |
| GEBURTSDATUM     | 19. September 1960          |
| GEBURTSORT       | Aix-en-Provence             |